# Скегин, Александр Михайлович
Александр (Исай) Михайлович Скегин  (род. 27 февраля 1927, Льгов) — советский и российский строитель, Заслуженный строитель РФ, лауреат Государственных премий СССР. Скончался в результате новой коронавирусной инфекции в мае 2020 года. 

## Биография
Трудовую деятельность начал в 1942 году, работал в колхозе «Кок-Бостау» Кзыл-Булакского аулсовета. С 1944 по 1948 год учился в Курском строительном техникуме. Уехал в Москву, где работал в тресте «Мосстрой-13» «Главмосстроя» и одновременно учился на вечернем отделении Московского института инженеров городского строительства, который окончил в 1954 году.
Прошёл путь от мастера до начальника участка, а в 1961 году был назначен главным инженером, а затем начальником монтажного управления № 2 Домостроительного комбината № 1 «Главмосстроя». Активно участвовал в отработке организации скоростного поточного домостроения.
В июле 1969 года Скегин возглавил Управление строительства «Главмосстроя» в Тольятти, где за два с половиной года им было построено 250 тысяч квадратных метров жилой площади.
В 1971 году он возглавил управление строительства «Главмосстроя» в Набережных Челнах, занимавшееся возведением жилья для строителей КАМАЗа. А спустя год, в 1972 году Александр Скегин возглавил трест «Мосжилстрой», которым руководил до 1990 года.
Под руководством Александра Скегина велось строительство и реконструкция множества объектов: Кремлёвского театра, Третьяковской галереи, зданий МХАТ имени Горького, МХАТ имени Чехова, Театра на Таганке, Детского музыкального театра, учебных корпусов Университета дружбы народов, Академии народного хозяйства имени Г. Плеханова, институтов легкой и пищевой промышленности, зданий фотохроники ТАСС, торгового комплекса Олимпийской деревни, хирургического комплекса на 2-й Дубровской улице для инвалидов войны, новых корпусов больницы имени Филатова, кинотеатра в Строгино. Трест под управлением Скегина участвовал в комплексной застройке районов Северное Измайлово, 32, 34, 37 и 38-го кварталов Юго-Запада, Дегунино, Свиблово, Медведково, Лианозово, Крылатское, Солнцево, Зеленограда, а также в строительстве отдельных объектов (жилые дома, детские сады, школы) в Перово, Химках, Ховрино, а также строительстве многоэтажных домов в Ташкенте и Петрозаводске.
В 1990—1991 годах работал заместителем начальника Главстроя Мосстройкомитета.
До смерти жил в Москве. Был женат, есть двое детей, два внука. 
Дочь - Косорукова Юлия Александровна. 
Сын - Цеквава Александр Александрович. 
Внук - Золотарев Антон Алексеевич.
Внучка - Цеквава Ольга Александровна.
Член совета ветеранов строителей Москвы (с 1994), член Союза архитекторов СССР и России (с 1985), входил в редакционную коллегию журнала «Строитель» (1975—1985).
Скончался в мае 2020 года от новой коронавирусной инфекции. Захоронен на Митинском кладбище.

## Награды
- Орден Трудового Красного Знамени (1971);
- Орден «Знак Почёта» (1963)
- Государственная премия СССР (1973 — за строительство новых кварталов Тольятти; 1982 — за строительство Детского музыкального театра)
- Почётный строитель Москвы (1999);
- Медали.